# Dichapetalum bullatum
Dichapetalum bullatum är en tvåhjärtbladig växtart som beskrevs av Paul Carpenter Standley och Steyerm.. Dichapetalum bullatum ingår i släktet Dichapetalum och familjen Dichapetalaceae. Inga underarter finns listade i Catalogue of Life.